# 58 Andromedae
58 Andromedae este o stea din constelația Andromeda.